# Jocelyn Rickards
Jocelyn Rickards (* 29. Juli 1924 in Melbourne; † 7. Juli 2005 in London) war eine britische Kostümdesignerin australischer Herkunft.

## Leben und Wirken
Rickards wurde 1924 als Tochter eines Geschäftsmanns in Melbourne geboren. Dort besuchte sie die Girls’ Grammar School. Als das Unternehmen ihres Vaters bankrottging, zog die Familie nach Sydney. Mit 14 Jahren begann Rickards ein sechsjähriges Kunststudium am East Sydney Technical College. Auf zwei Ausstellungen präsentierte sie ihre Bilder, die sich gut verkauften und ihr ein Schiffsticket nach England finanzierten. 1949 ging sie mit dem Modefotografen Alec Murray nach London, wo sie eine gemeinsame Wohnung bezogen. Kurz nach ihrer Ankunft in London lernte Rickards den Philosophen Alfred Jules Ayer kennen, mit dem sie eine fünf Jahre andauernde Liebesbeziehung begann. 1953 kam sie mit dem Schriftsteller Graham Greene zusammen, woraus sich später eine lebenslange Freundschaft entwickelte.
Über den befreundeten Kostümdesigner Loudon Sainthill (1918–1969), der sie um Unterstützung bei einem Musical bat, kam Rickars erstmals in Kontakt mit der Kostümgestaltung am Theater. Ihr Debüt in der Filmbranche folgte 1956 als Assistentin des Kostümdesigners Roger K. Furse bei der Komödie Der Prinz und die Tänzerin. Während Rickards der Durchbruch als Malerin versagt blieb, etablierte sie sich bald erfolgreich als anerkannte Designerin, die den Stil britischer Filme in den 1960er Jahren mitprägte.
1958 traf Rickards den mit Mary Ure verheirateten Dramatiker John Osborne. Sie begannen eine Affäre und lebten zusammen, was kritische Medienberichte auslöste. Auch beruflich kooperierten sie bei mehreren Projekten, so kreierte Rickards die Kostüme für Osbornes Theaterstück The World of Paul Slickey (1959). Erstmals als allein verantwortliche Kostümdesignerin eines Spielfilms wirkte sie bei den auf Osbornes literarischen Vorlagen beruhenden, von Tony Richardson inszenierten Filmen Blick zurück im Zorn (1959) und Der Komödiant (1960). Osborne beschrieb Rickards später in seiner Autobiografie als Frau mit „leidenschaftlicher Intelligenz und emotionaler Offenheit“ („passionate intelligence and emotional candor“). Nachdem Osborne sie für Penelope Gilliatt verlassen hatte, heiratete Rickards 1963 den Künstler Leonard Rosoman (1913–2012), von dem sie sich jedoch wieder scheiden ließ. Ein beruflicher Höhepunkt dieser Zeit war ihre Mitarbeit an dem erfolgreichen James-Bond-Film Liebesgrüße aus Moskau (1963), dessen für die Reihe typischen eleganten Stil sie mit ihren Kostümen unterstrich.
1966 wirkte Rickards an Karel Reisz’ Schwarzweiß-Komödie Protest mit, in der der Künstler Morgan Delt sich zunehmend verrückt benimmt, während er versucht, seine Frau für sich zurückzugewinnen. Rickards stattete unter anderem die Hauptfiguren aus, die verschiedenen gesellschaftlichen Schichten angehören: den exzentrischen Morgan (David Warner), der zunächst in weißen Pullovern und Fliegerbrille, später im Gorillakostüm auftritt, sowie seine Frau Leonie (Vanessa Redgrave), die, aus einer reichen Familie stammend, in jeder Situation ein neues Kleid trägt. Für ihre Leistungen als Kostümdesignerin wurde Rickards mit einer Oscar-Nominierung bedacht.
Im selben Jahr arbeitete sie erneut mit Regisseur Tony Richardson zusammen, der das Drama Mademoiselle mit Jeanne Moreau in der Titelrolle inszenierte. Rickards wurde für die Kostüme mit einem British Academy Film Award (BAFTA) in der Kategorie Beste Kostüme – Schwarz/Weiß ausgezeichnet. Auch die folgende Mitarbeit an einem Film von Richardson, dem Drama Nur eine Frau an Bord mit Jeanne Moreau und Vanessa Redgrave in den Hauptrollen, brachte Rickards eine BAFTA-Nominierung ein.
Rickards schuf in dieser Zeit außerdem die Frauenkleider für den Spielfilm Blow Up (1966), nachdem sie Regisseur Michelangelo Antonioni kennengelernt hatte, während er ihr Studio als potentiellen Drehort besichtigte. Im Mittelpunkt der Filmhandlung steht ein Modefotograf, und Antonioni erwartete von Rickards, die Entwicklung der Modetrends bis zum Erscheinen des Films vorherzusehen, was sie zu umfangreichen Studien veranlasste. Sie orientierte sich bei der Kostümgestaltung an innovativen Modeschöpfern wie Mary Quant und Rudi Gernreich.
Während der Dreharbeiten zu Alfred der Große lernte Rickards 1968 den Filmregisseur und Filmeditor Clive Donner kennen, der 1970 ihr zweiter Ehemann wurde. Die letzten bedeutenden Filme, an denen Rickards mitarbeitete, waren Ryans Tochter und Sunday, Bloody Sunday. Für das Design der Kostüme des Melodrams Ryans Tochter wurde sie erneut für einen BAFTA nominiert.
Nach ihrem Rückzug aus dem Filmgeschäft Anfang der 1970er betätigte sich Rickards wieder als Malerin. Sie schrieb Beiträge für das Magazin The Oldie und veröffentlichte 1987 die Autobiografie The Painted Banquet: My Life and Loves, in der sie unter anderem ihre Liebesbeziehungen mit Ayer, Greene und Osborne thematisierte. Sie lehrte zudem Kostümdesign an der University of Southern California.
Jocelyn Rickards starb mit 80 Jahren an einer Lungenentzündung in einem Londoner Altersheim.

## Auszeichnungen (Auswahl)
- 1967: Oscar-Nominierung in der Kategorie Bestes Kostümdesign für Protest
- 1968: British Academy Film Award in der Kategorie Beste Kostüme – Schwarz/Weiß für Mademoiselle
- 1968: British Academy Film Award, Nominierung in der Kategorie Beste Kostüme – Schwarz/Weiß für Nur eine Frau an Bord
- 1971: British Academy Film Award, Nominierung in der Kategorie Beste Kostüme für Ryans Tochter

## Filmografie
- 1958: Expresso Bongo
- 1959: Blick zurück im Zorn (Look Back in Anger)
- 1960: Der Komödiant (The Entertainer)
- 1963: James Bond 007 – Liebesgrüße aus Moskau (From Russia with Love)
- 1964: Verführen will gelernt sein... (Rattle of a Simple Man)
- 1965: Der gewisse Kniff (The Knack ...and How to Get It)
- 1966: Protest (Morgan: A Suitable Case for Treatment)
- 1966: Mademoiselle
- 1966: Blow Up (Blowup)
- 1967: Nur eine Frau an Bord (The Sailor from Gibraltar)
- 1968: Zwischenspiel (Interlude)
- 1968: Wonderwall
- 1968: Hausfreunde sind auch Menschen (The Bliss of Mrs. Blossom)
- 1969: Der Satan mischt die Karten (Laughter in the Dark)
- 1969: Alfred der Große – Bezwinger der Wikinger (Alfred the Great)
- 1970: Ryans Tochter (Ryan’s Daughter)
- 1971: Sunday, Bloody Sunday (Sunday Bloody Sunday)
- 1981: Charlie Chan und der Fluch der Drachenkönigin (Charlie Chan and the Curse of the Dragon Queen)

## Publikationen
- The painted banquet: my life and loves. Weidenfeld and Nicolson, London 1987, ISBN 0-297-79119-2.